# Муромцевский район
Му́ромцевский райо́н — административно-территориальная единица (район) и муниципальное образование (муниципальный район) на востоке Омской области России.
Административный центр — посёлок городского типа Муромцево.

## География
Площадь района — 6700 км². Основные реки — Тара, Бергамак, Верхняя Тунгуска, Нижняя Тунгуска.
Неподалёку расположены «Пять озёр», происхождение Данилова озера является пока загадкой.

## История
Район образован в мае 1925 года путём преобразования Муромцевской укрупнённой волости Тарского уезда Омской губернии. Район вошёл в Тарский округ Сибирского края.
В течение 1925 года произошли значительные изменения в делении района. Из Бергамакского сельского совета выделены Лисинский и Окунёвский. Из Рязанского сельского совета выделены Вятский, Ильинский. Из Дурновского сельского совета выделены Мысовский, Павловский. Из Муромцевского сельского совета выделены Кокшенёвский, Черталинский и части в Павловский и Петропавловский. Из Кондратьевского сельского совета выделены Ляпуновский, Надеждинский, часть в Петропавловский, Тармаклинский. Из Самохваловского сельского совета выделен Курневский, Ушаковский и часть Мысовского.
На 1926 год в районе насчитывалось: 21 сельский совет, 59 населённых пунктов, 4556 хозяйств.
В июне 1929 года район переводится из ликвидированного Тарского округа в Барабинский.
В июле 1929 года из ликвидированного Евгащинского района было передано 2 сельских совета (Инцисский, Танатовский). Из ликвидированного Екатерининского района передано 3 сельских совета (Верхневятский, Петровский I, Пореченский).
В марте 1930 года произошло «Муромцевское восстание» в районе, вызванное насилием и издевательством над крестьянами и непомерной коллективизацией.
В 1930—1934 годах Павловский сельский совет присоединён к Дурновскому. Ильинский сельский совет присоединён к Петропавловскому.
В июле 1930 года район передаётся из упразднённого Сибирского края в Западно-Сибирский край. Ликвидирован Барабинский округ. Район передан в прямое подчинение краю.
В 1930 году организованы Муромцевский районный союз сельскохозяйственных коллективов (райколхозсоюз), колхоз им. Фрунзе, колхоз им. Карла Маркса, колхоз им. Избышева, колхоз «Сибирь».
На 1 января 1931 года в районе насчитывалось 34 сельских советов, 108 населённых пунктов. Площадь составляла 5500 квадратных километров. Расстояние до центра края 659 километров. Ближайшая железнодорожная станция Татарская в 260 километрах. Население района составляло 44410 человек.
В феврале 1931 года из ликвидированного Малокрасноярского района Барабинского округа передано 10 сельских советов (Большекрасноярский, Карбызинский, Колобовский, Кольцовский, Кулябинский, Курганский, Михайловский, Низовской, Успенский, Юдинский).
На 1931 год в районе насчитывалось 33 сельских совета, 108 населённых пунктов. Территория района 5188 квадратных километров. МТС и совхозов в районе нет. Наиболее распространённой мелкой промышленностью является: лесохимическая, деревообрабатывающая, обозостроительная, кожевенно-меховая, пищевкусовая, охота. Социальная сфера: 52 школы I ступени, 1 ШКМ, 2 библиотеки, 13 изб-читален, 1 детская площадка, 1 врачебный участок на 10 коек, 1 фельдшерский пункт, 5 человек медперсонала (1 врач).
В 1931 году произошли значительные изменения в делении района. Лисинский, Окунёвский сельские советы присоединены к Бергамакскому. Юдинский сельский совет присоединён к Большекрасноярскому. Вятский сельский совет присоединён к Верхневятскому и Рязанскому. Михайловский сельский совет присоединён к Карбызинскому. Кокшенёвский сельский совет присоединён к Муромцевскому. Успенский сельский совет присоединён к Кольцовскому. Части Надеждинского и Тармаклинского сельских советов присоединены к Ляпуновскому. Части Надеждинского и Тармаклинского сельских советов присоединены к Кондратьевскому. Курганский сельский совет присоединён к Колобовскому. Колобовский сельский совет переименован в Малинкинский с переносом центр из села Колобово в село Малинкино. Курневский сельский совет присоединён к Самохваловскому. В Кыштовский район Барабинского округа передан Кулябинский сельский совет.
В конце 1931 года образованы совхоз «Копьёвский», колхоз им. Сталина, колхоз «1 Мая», колхоз им. Калинина. Организована Муромцевская промартель «Заря». Открыты Петропавловский промышленный комбинат, Курганский льнозавод.
На 15 февраля 1932 года в районе действовало 16 МТФ, 3 свинофермы.
В 1932 году организован Муромцевский льнозавод, открыта Муромцевская база заготовительного животного сырья (заготживсырьё). Организован колхоз «Вожак», однако был ликвидирован в этом же году.
В 1933 году закрыт Муромцевский районный союз сельскохозяйственных коллективов (райколхозсоюз).
В ноябре 1933 года район входит в восстановленный Тарский округ Западно-Сибирского края.
В мае 1934 года ликвидирован Тарский округ. Район передан в прямое подчинение Западно-Сибирскому краю. Из ликвидированного Тарского района передано 2 сельских совета (Новологиновский, Усть-Тарский).
В 1934 году организован Муромцевский заготлён.
В декабре 1934 года район входит в образованную Омскую область.
В 1935 году центр Верхневятского сельского совета перенесён из села Верхняя Вятка в село Вятка-2. Закрыта Муромцевская база заготовительного животного сырья (заготживсырьё). Образованы Муромцевская МТС, колхоз им. Димитрова. Ликвидирован колхоз «1 Мая».
В декабре 1935 году район входит в образованный Тарский округ. В образованный Тарский район передано 2 сельских совета (Новологиновский, Усть-Тарский).
В 1936 году организован Петропавловский крахмало-паточный завод.
В 1936 году насчитывалось 109 населённых пунктов, 22 сельских совета, 108 колхозов, 2 льнозавода, 1 МТС, 66 начальных школ, 10 неполных средних школ, 1 средняя школа, 6 клубных учреждений, 1 больница, 1 амбулатория. Площадь 5831 квадратный километр.
В 1937 году в образованный Ежовский район передано 4 сельских совета (Инцисский, Петровский I, Пореченский, Танатовский).
На 1 января 1938 года площадь района составляла 5800 квадратных километров, насчитывалось 22 сельских совета. Расстояние до центра округа 102 километра. Ближайшая железнодорожная станция Татарская в 170 километрах.
В 1939 году образовано Муромцевское районное потребительское общество (райпо).
В 1940 году закрыт Муромцевский заготлён.
В ноябре 1940 года ликвидирован Тарский округ. Район передаётся в прямое подчинение Омской области.
В декабре 1940 года в образованный Нижнеомский район передана часть территории Муромцевского.
К 1 января 1941 года в районе насчитывалось 18 сельских советов. Площадь района равнялась 5400 квадратных километров. Расстояние до центра области 335 километров.
В 1945 году организована Низовская МТС.
К 1 января 1947 года в районе насчитывалось 18 сельских советов. Площадь района равнялась 5400 квадратных километров. Ближайшая железнодорожная станция Татарская в 170 километрах.
В октябре 1947 года Черталинский сельский совет присоединён к Мысовскому.
В 1949 году организована Кондратьевская МТС.
В 1950 году ликвидирован колхоз им. Сталина. Организованы Муромцевский районный пищевой комбинат, колхоз им. Кирова, колхоз «Рассвет».
В 1951 году организован колхоз им. Мичурина.
30 августа 1951 года из Кыштовского района Новосибирской области в Муромцевский район Омской области передана деревня Просякова.
В 1952 году центр Верхневятского сельского совета перенесён из села Вятка-2 в село Вятка-1. Центр Ляпуновского сельского совета перенесён из села Ляпуновка в село Тармакла.
В 1953 году центр Малинкинского сельского совета перенесён из села Малинкино в село Курганка.
В октябре 1953 года из ликвидированного Дзержинского района передано 4 сельских совета (Инцисский, Кировский, Пореченский, Танатовский).
В 1954 году Верхневятский сельский совет присоединён к Рязанскому. Гуровский сельский совет присоединён к Муромцевскому. Дурновский сельский совет присоединён к Мысовскому. Инцисский, Кировский сельские советы присоединены к Пореченскому. Кольцовский сельский совет присоединён к Низовскому. Ляпуновский сельский совет присоединён к Кондратьевскому. Ушаковский сельский совет присоединён к Самохваловскому.
В 1955 году закрыта Муромцевская промартель «Заря».
В июне 1958 года Танатовский сельский совет присоединён к Бергамакскому. Большекрасноярский сельский совет присоединён к Низовскому.
В 1958 году закрыты Низовская МТС, Кондратьевская МТС. Организован колхоз ордена Красного Знамени «Заветы Ильича».
В 1959 году закрыты Муромцевский льнозавод, Муромцевская МТС.
В 1960 году закрыт Муромцевский районный пищевой комбинат.
В 1961 году образован совхоз «Низовский».
В 1962 году из Большереченского района передано 3 сельских совета и 1 поселковый совхозный совет (Артынский, Камышино-Курский, Хуторской и Копьёвский поселковый совхозный совет).
В 1963 году организованы колхоз им. Энгельса, совхоз «Мысовский».
В апреле 1965 года Малинкинский сельский совет переименован в Курганский. Копьёвский поселковый совхозный совет переименован в Новотроицкий с переносом центра из центральной усадьбы совхоза «Копьёвский» в село Новотроицк.
В 1965 году закрыт колхоз им. Кирова. Организован совхоз «Муромцевский».
В ноябре 1965 года в образованный Нижнеомский район передано 2 сельских совета (Новотроицкий, Хуторской).
В 1966 году из Камышино-Курского сельского совета выделен Моховский. Самохваловский сельский совет присоединён к Мысовскому, Низовскому.
В 1967 году организован совхоз «Моховский».
В 1968 году центр Артынского сельского совета перенесён из села Артын в село Боровое. Село Муромцево преобразовано в рабочий посёлок. Муромцевский сельский совет присоединён к Гуровскому, Рязанскому. Петропавловский сельский совет присоединён к Муромцевскому поселковому совету. Посёлок Петропавловка вошёл в состав села Муромцево.
В 1972 году закрыт Петропавловский крахмало-паточный завод.
В 1975 году закрыт Петропавловский промышленный комбинат.
В 1977 году центр Артынского сельского совета перенесён из села Боровое в село Артын.
В 1980 году организован колхоз «Россия».
В 1981 году образован совхоз «Ушаковский».
В 1982 году из Артынского сельского совета выделен Костинский. Из Низовского сельского совета выделен Ушаковский.
В 1985 году изменены границы между некоторыми сельскими советами района.
К 1 января 1987 года ближайшая железнодорожная станция Калачинская располагалась в 183 километрах. Расстояние до Омска 250 километров.
В 1989 году организован совхоз «Новый Сибиряк».
В сентябре 1989 года изменены границы между некоторыми сельскими советами района.
На 1 марта 1991 года в районе насчитывалось 14 сельских советов, 1 рабочий посёлок и 56 населённых пунктов в сельской местности. Территория района 6700 квадратных километров. Население района 31935 человек. Действовало 7 совхозов («Муромцевский», «Копьёвский», «Моховский», «Мысовский», «Новый Сибиряк», «Низовский», «Ушаковский»), 11 колхозов («Заветы Ленина», «Сибирь», «Россия», «Рассвет», им. Избышева, им. Мичурина, им. Фрунзе, им. Карла Маркса, им. Димитрова, им. Калинина, им. Энгельса).
В 1992 году совхоз «Копьёвский» преобразован в ЗАО «Кам-Курское». Совхоз «Низовский» ликвидирован. Совхоз «Ушаковский» реорганизован в ААО «Ново-Ушаковская». Совхоз «Моховский» преобразован в ЗАО «Моховское». Колхоз им. Энгельса реорганизован в АОЗТ «Тайга». Колхоз «Россия» реорганизован в АОЗТ «Костинский». Колхоз им. Фрунзе реорганизован в АОЗТ «Гуровское». Колхоз им. Карла Маркса реорганизован в АОЗТ «Русь». Колхоз им. Избышева реорганизован в СПК «Оазис». Колхоз им. Мичурина реорганизован в АОЗТ «Колос». Совхоз «Мысовский» реорганизован в АОЗТ «Мысовский». Колхоз «Заветы Ильича» реорганизован в АОЗТ «Артын». Колхоз «Рассвет» реорганизован в АОЗТ «Рассвет». Колхоз им. Димитрова реорганизован в АОЗТ «Кондратьевский». Колхоз им. Калинина реорганизован в АОЗТ «Курганский».
В 1993 году сельские советы упразднены. Совхоз «Новый Сибиряк» реорганизован в АОЗТ «Сибиряк». Совхоз «Муромцевский» реорганизован в АОЗТ «Поиск».
В 1997 году образован СПК «Заря». ААО «Ново-Ушаковская» преобразована в ЗАО «Ново-Ушаковское».
В 1998 году закрыто Муромцевское райпо.
В декабре 1998 года в деревне Тармакла старший лейтенант запаса председатель Омского отделения Союза офицеров СССР Андрей Мандрик предпринял попытку вооружённого захвата власти сначала в селе, а потом в райцентре, Омске и Москве. Заговор был раскрыт. Участники были привлечены к разным срокам.
В 1999 году закрыто АООТ «Курганский льнозавод».
В 2000 году закрыт ПК «Рассвет».
В 2003 году введены в районе сельские округа.
В 2004 году ликвидированы СПК «Оазис», СПК «Колос».
В июле 2004 года деревня Плотбище передана из Бергамакского сельского округа в Муромцевский городской округ.
В 2005 году ликвидированы СПК «Тайга», колхоз «Сибирь».
В октябре 2005 года был утверждён герб района.
На 1 января 2009 года в районе насчитывалось: 1 рабочий посёлок, 54 сельских населённых пункта, 14 сельских округов.

## Население
| 1926    | 1931    | 1959    | 1970    | 1979    | 1989    | 2002    |
| ------- | ------- | ------- | ------- | ------- | ------- | ------- |
| 23 720  | ↗43 053 | ↘30 785 | ↗36 534 | ↘32 244 | ↘31 935 | ↘28 380 |
| 2009    | 2010    | 2011    | 2012    | 2013    | 2014    | 2015    |
| ↘25 082 | ↘23 795 | ↘23 702 | ↘23 382 | ↘22 989 | ↘22 637 | ↘22 319 |
| 2016    | 2017    | 2018    | 2019    | 2020    | 2021    | 2023    |
| ↘22 103 | ↘21 740 | ↘21 394 | ↘21 026 | ↘20 796 | ↘17 925 | ↘17 328 |

### Урбанизация
В городских условиях (рабочий посёлок Муромцево) проживают 52,88 % населения района.
Гендерный состав
По Всесоюзной переписи населения 1926 года в районе 11399 мужчин и 12324 женщины.
По Всесоюзной переписи населения 1959 года в районе 13874 мужчины и 16911 женщина.
По Всесоюзной переписи населения 1970 года в районе 16470 мужчин и 20064 женщины.
По Всесоюзной переписи населения 1979 года в районе 14617 мужчин и 17627 женщин.
По Всесоюзной переписи населения 1989 года в районе 15005 мужчин и 16930 женщин.
По Всероссийской переписи населения 2002 года в районе 13331 мужчина и 15049 женщин.
По Всероссийской переписи населения 2010 года в районе 11179 (47,0 %) мужчин и 12616 (53,0 %) женщин.

### Национальный состав
По Всесоюзной переписи населения 1926 года в районе проживали русские, белорусы, украинцы, чуваши, эстонцы, литовцы, башкиры.
На 1 января 1931 года: русские 93,9 %, татары 3 %.
По Всероссийской переписи населения 2010 года
| Национальность  | Численность населения, чел. | Доля от населения |
| --------------- | --------------------------- | ----------------- |
| Казахи          | 81                          | 0,34              |
| Немцы           | 251                         | 1,05              |
| Русские         | 21940                       | 92,20             |
| Татары          | 907                         | 3,81              |
| Украинцы        | 184                         | 0,77              |
| Прочие нации    | 432                         | 1,82              |
| Итого по району | 23795                       | 100,00            |

### Известные люди
В этом районе родилась Полынцева, Нина Фёдоровна — Герой Социалистического Труда.

## Муниципально-территориальное устройство
В Муромцевском районе 56 населённых пунктов в составе одного городского и 14 сельских поселений:
| №  | Городское и сельские поселения      | Административный центр    | Количество населённых пунктов | Население | Площадь, км2 |
| -- | ----------------------------------- | ------------------------- | ----------------------------- | --------- | ------------ |
| 1  | Муромцевское городское поселение    | рабочий посёлок Муромцево | 3                             | ↘9392     | 421,21       |
| 2  | Артынское сельское поселение        | село Артын                | 3                             | ↘1020     | 239,61       |
| 3  | Бергамакское сельское поселение     | село Бергамак             | 6                             | ↘1284     | 465,18       |
| 4  | Гуровское сельское поселение        | село Гурово               | 1                             | ↘571      | 139,50       |
| 5  | Камышино-Курское сельское поселение | село Камышино-Курское     | 4                             | ↘909      | 248,17       |
| 6  | Карбызинское сельское поселение     | село Карбыза              | 2                             | ↘232      | 373,79       |
| 7  | Кондратьевское сельское поселение   | село Кондратьево          | 3                             | ↘383      | 677,38       |
| 8  | Костинское сельское поселение       | село Костино              | 5                             | ↘609      | 501,50       |
| 9  | Курганское сельское поселение       | село Курганка             | 5                             | ↘171      | 165,00       |
| 10 | Моховское сельское поселение        | село Моховой Привал       | 3                             | ↘483      | 500,40       |
| 11 | Мысовское сельское поселение        | село Мыс                  | 4                             | ↘780      | 763,54       |
| 12 | Низовское сельское поселение        | село Низовое              | 5                             | ↘711      | 677,78       |
| 13 | Пореченское сельское поселение      | село Поречье              | 3                             | ↘217      | 252,93       |
| 14 | Рязанское сельское поселение        | село Рязаны               | 5                             | ↘347      | 807,51       |
| 15 | Ушаковское сельское поселение       | село Ушаково              | 4                             | ↘219      | 427,30       |

## Населённые пункты
| №  | Населённый пункт     | Тип             | Население | Муниципальное образование           |
| -- | -------------------- | --------------- | --------- | ----------------------------------- |
| 1  | Алексеевка           | деревня         | ↘102      | Пореченское сельское поселение      |
| 2  | Алексеевка           | деревня         | ↘49       | Рязанское сельское поселение        |
| 3  | Артын                | село            | ↘1082     | Артынское сельское поселение        |
| 4  | Бергамак             | село            | ↘638      | Бергамакское сельское поселение     |
| 5  | Большекрасноярка     | деревня         | ↘236      | Низовское сельское поселение        |
| 6  | Большеникольск       | деревня         | ↘85       | Костинское сельское поселение       |
| 7  | Вятка-1              | деревня         | ↘34       | Рязанское сельское поселение        |
| 8  | Гузенево             | деревня         | ↘205      | Низовское сельское поселение        |
| 9  | Гурово               | село            | ↘571      | Гуровское сельское поселение        |
| 10 | Дурново              | деревня         | ↘493      | Мысовское сельское поселение        |
| 11 | Захаровка            | деревня         | ↘176      | Моховское сельское поселение        |
| 12 | Игоревка             | деревня         | ↘127      | Рязанское сельское поселение        |
| 13 | Инцисс               | деревня         | ↘98       | Пореченское сельское поселение      |
| 14 | Казанка              | деревня         | ↘23       | Курганское сельское поселение       |
| 15 | Камышино-Воронежское | деревня         | ↘195      | Камышино-Курское сельское поселение |
| 16 | Камышино-Курское     | село            | ↗890      | Камышино-Курское сельское поселение |
| 17 | Караклинка           | деревня         | ↘81       | Рязанское сельское поселение        |
| 18 | Карбыза              | село            | ↘345      | Карбызинское сельское поселение     |
| 19 | Карташово            | деревня         | ↘402      | Артынское сельское поселение        |
| 20 | Качесово             | деревня         | ↘217      | Камышино-Курское сельское поселение |
| 21 | Кокшенево            | деревня         | ↘284      | Бергамакское сельское поселение     |
| 22 | Колобово             | деревня         | ↘4        | Курганское сельское поселение       |
| 23 | Кольцовка            | деревня         | ↘0        | Низовское сельское поселение        |
| 24 | Кондратьево          | село            | ↘445      | Кондратьевское сельское поселение   |
| 25 | Копьево              | деревня         | ↘30       | Моховское сельское поселение        |
| 26 | Кордон Бергамак      | деревня         |           | Бергамакское сельское поселение     |
| 27 | Костино              | село            | ↗528      | Костинское сельское поселение       |
| 28 | Курганка             | село            | ↘264      | Курганское сельское поселение       |
| 29 | Курнево              | деревня         | ↘34       | Мысовское сельское поселение        |
| 30 | Лисино               | деревня         | ↘558      | Бергамакское сельское поселение     |
| 31 | Льнозавод            | посёлок         | 24        | Курганское сельское поселение       |
| 32 | Любимовка            | деревня         | ↘14       | Ушаковское сельское поселение       |
| 33 | Малинкино            | деревня         | ↘22       | Курганское сельское поселение       |
| 34 | Малоникольск         | деревня         | ↘28       | Костинское сельское поселение       |
| 35 | Михайловка           | деревня         | ↘98       | Карбызинское сельское поселение     |
| 36 | Моисеевка            | деревня         | ↘7        | Камышино-Курское сельское поселение |
| 37 | Моховой Привал       | село            | ↘616      | Моховское сельское поселение        |
| 38 | Муромцево            | рабочий посёлок | ↘9163     | Муромцевское городское поселение    |
| 39 | Мыс                  | село            | ↘579      | Мысовское сельское поселение        |
| 40 | Надеждинка           | деревня         | ↘17       | Кондратьевское сельское поселение   |
| 41 | Низовое              | село            | ↘695      | Низовское сельское поселение        |
| 42 | Новорождественка     | деревня         | ↘236      | Костинское сельское поселение       |
| 43 | Окунево              | деревня         | ↘265      | Бергамакское сельское поселение     |
| 44 | Павловка             | деревня         | ↘195      | Муромцевское городское поселение    |
| 45 | Плотбище             | деревня         | ↘190      | Муромцевское городское поселение    |
| 46 | Поречье              | село            | ↘232      | Пореченское сельское поселение      |
| 47 | Рязаны               | село            | ↘330      | Рязанское сельское поселение        |
| 48 | Самохвалово          | деревня         | ↘91       | Ушаковское сельское поселение       |
| 49 | Сеткуловка           | деревня         | ↘41       | Артынское сельское поселение        |
| 50 | Сперановка           | деревня         | ↘70       | Костинское сельское поселение       |
| 51 | Танатово             | деревня         | ↘71       | Бергамакское сельское поселение     |
| 52 | Тармакла             | деревня         | ↘206      | Кондратьевское сельское поселение   |
| 53 | Ушаково              | село            | ↘276      | Ушаковское сельское поселение       |
| 54 | Черталы              | деревня         | ↘185      | Мысовское сельское поселение        |
| 55 | Чинянино             | деревня         | ↘68       | Ушаковское сельское поселение       |
| 56 | Юдинка               | деревня         | ↘78       | Низовское сельское поселение        |

Исчезнувшие населённые пункты
| - Александровка — деревня - Анненское — деревня - Антонидовка — деревня - Большак — деревня - Боярское — деревня - Вавиловка — деревня - Дауговское — деревня - Ильюшкино — деревня - Ключевая — деревня - Кольцовка — деревня - Луговое — деревня - Любимовка — деревня - Ляпуновка — деревня - Мельничная — деревня - Могулинка — деревня - Неупокоево — деревня - Новопокровка — деревня |  | - Орловка — деревня - Петрочуковские хутора — деревня - Подмарёвка — деревня - Пономаревка — деревня - Самоходское — деревня - Толстыгино — деревня - Трушков — переезд - Узенькое — деревня - Успенка — деревня - Шалимовское — деревня - Шадринка — деревня - Шестаковская — деревня |

## Экономика
На 2006 год район занимал первое место по количеству отгружаемых товаров в своей климатической зоне.
Основной отраслью народного хозяйства в районе является лесное хозяйство. Есть специализированные предприятия, заготовляющие и перерабатывающие древесину.

## Достопримечательности
Памятники истории, архитектуры, археологии и монументального искусства
- Обелиск А. Н. Радищеву, установленный в память его следования в сибирскую ссылку в 1791 году и возвращение из ссылки в 1797 году, установлен в 1952 году, село Артын
- Участок Московско-Сибирского тракта от села Радищево до границы с Новосибирской областью
- Памятник воинам-землякам, погибшим в годы Великой Отечественной войны 1941—1945 годы 1970 год, ул. Юбилейная пгт Муромцево
- Могила В. К. Леонова, заместителя председателя сельсовета, погибшего в годы коллективизации в 1930 году, село Бергамак
- Могила В. Е. Николаева, активиста-милиционера, погибшего от рук кулаков в 1924 году, село Низовое
- Братская могила советских активистов, расстрелянных колчаковцами в 1920 году, деревня Самохвалово
- Могила В. Э. Шаманского, председателя Пореченского сельсовета, убитого кулаками, село Поречье
- Памятник С. П. Осипову, советскому активисту, зарубленному колчаковцамив в 1919 году, село Карбыза
- Место последнего боя с белогвардейцами интернационального отряда Кароя Лигети, здесь он попал в плен в июне 1918 года, установлен памятник в 1973 году, деревня Карташёво
- Братская могила советских активистов и партизан, расстрелянных колчаковцами 1920 год, село Кондратьево
- Памятник В. И. Ленину, установлен в 1937 году, пгт Муромцево
- Памятник борцам революции 1919 год, ул. Партизанская пгт Муромцево
- Особняк купца Ширямова 1907 год, ул. Ленина 62 Муромцево[70]
- Мечеть 1832 год, деревня Черталы
- Покровская церковь 1905 год, деревня Самохвалово
- Петропавловский винокуренный завод 1895 год, село Петропавловка[71]
- Особняк купчихи Яровой конец XIX века, ул. Красногвардейская 3 пгт Муромцево
- Особняк купцов Обуховых конец XIX века, ул. Красногвардейская 5 пгт Муромцево
- Особняк купчихи О. Г. Поцелуевой начало XX века, ул. Ленина 35 пгт Муромцево
- Особняк купца Артёмова начало XX века, ул. Ленина 35 пгт Муромцево[72]
- Могила партизана Н. Ф. Серёгина, замученного колчаковцами в 1919 году, деревня Танатово
- Могила заслуженного врача РСФСР Т. Б. Кривцова, кладбище пгт Муромцево
- Могила заслуженного врача РСФСР В. А. Лекомцева, кладбище пгт Муромцево[73]
- Жилой дом XVIII века, пгт Муромцево
- Место расстрела П. И. Махова, 400 км от шоссе Муромцево-Низовое, село Ушаково
- 26 археологических памятников — курганные группы, поселения, курган, деревня Окунёво
- 12 археологических памятников — курганные могильники, курганные группы, поселения; деревня Алексеевка Пореченское с/п
- 9 археологических памятников — поселения, курганная группа, деревня Танатово
- 9 археологических памятников — курганные группы, поселения, село Бергамак
- 7 археологических памятников — поселения, курганная группа, городище; деревня Надеждинка
- 5 памятников археологии — поселения, городище и курганный могильник, пгт Муромцево
- 4 археологических памятника — поселение, курганные группы, грунтовой могильник, деревня Черталы
- 3 археологических памятника — курганные группы, городище; деревня Карташёво
- 2 археологических памятника — поселения; деревня Сеткуловка
- Курганная группа «Инцисс-1», деревня Инцисс
- Курганная группа «Костино-1», село Костино
- Курганная группа «Моховой Привал-1», село Моховой Привал
- Городище «Лисино-2» VIII—IX века, деревня Лисино
- Городище «Качесово-II», I тысячелетие до н. э. — начало I тысячелетия н. э., деревня Качесово
- Поселение «Кокшенёво-1», деревня Кокшенёво
- Поселение «Рязаны-1» конец III — начало II тысячелетия до н. э., село Рязаны
- Артынский бор — памятник природы, село Артын

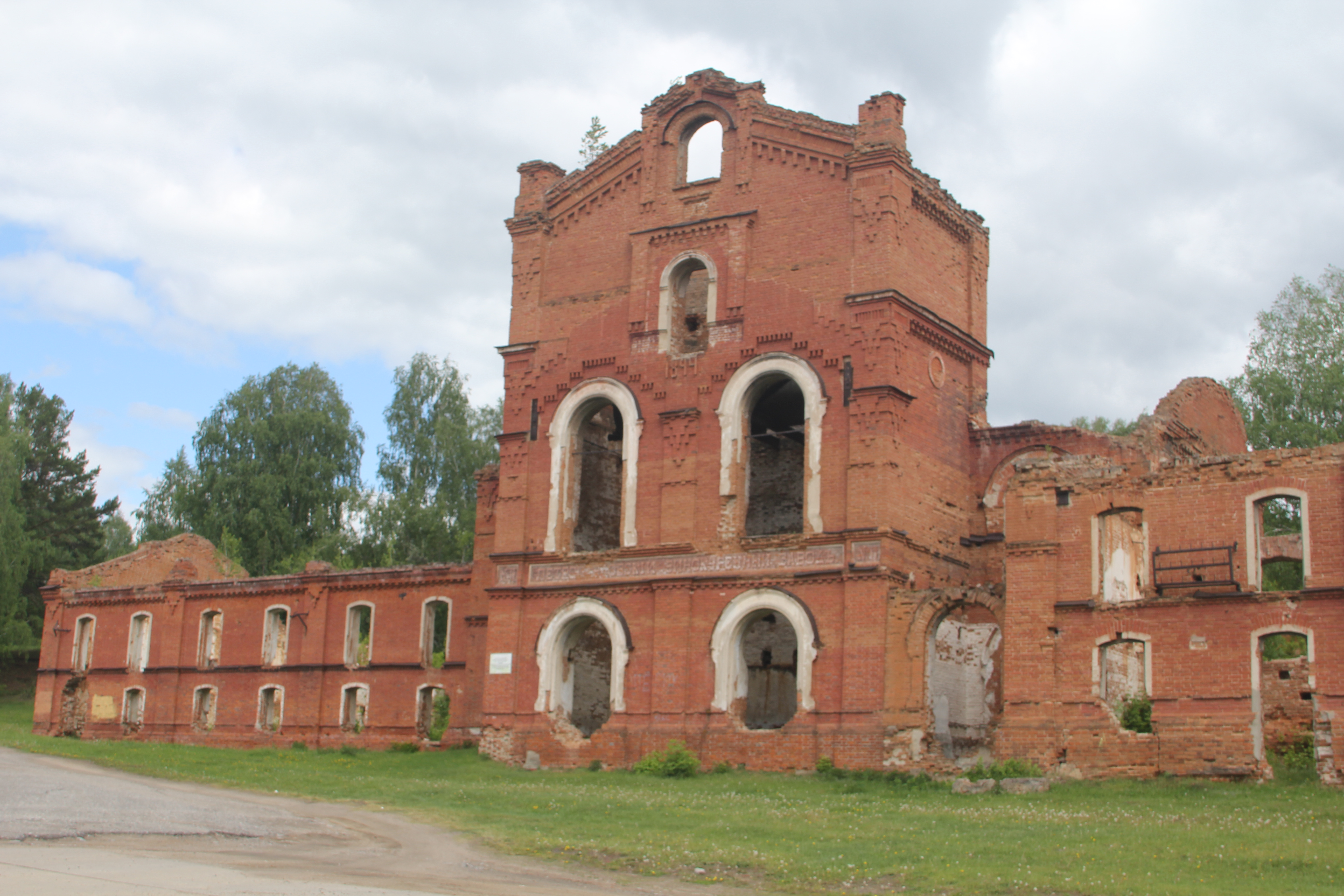
Петропавловский винокуренный завод

- и ряд других…